# 타티야나 로구노바
타티야나 유리예브나 로구노바(러시아어: Татья́на Ю́рьевна Логуно́ва, 1980년 7월 3일~)는 러시아의 펜싱 선수로 주 종목은 에페이다. 2000년과 2004년 하계 올림픽에서 러시아의 여자 에페 단체전 2연패에 기여했다.